# Ванкувер (колония)
Остров Ванкувер и подчинённые ему территории (англ. Island of Vancouver and its Dependencies) — коронная колония в Британской Северной Америке. Была создана в 1849 году, в 1866 году Актом Британского парламента была объединена с колонией Британская Колумбия в новую колонию с прежним названием «Британская Колумбия», которая, в свою очередь, в 1871 году вошла в состав Канадской конфедерации как провинция Британская Колумбия.

## Основание колонии
Джеймс Кук первым из европейцев вступил на остров Ванкувер в 1778 году и объявил его владением британской короны. Четырнадцать лет спустя, по условиям Нуткинских конвенций Испанская империя отказалась от притязаний на Ванкувер и близлежащие острова. Однако лишь в 1843 году на острове появилось первое английское поселение — торговый пост Форт-Альберт Компании Гудзонова залива, впоследствии переименованный в Форт-Виктория.
После подписания в 1846 году англо-американского договора о границе на западе Америки, Компания Гудзонова залива в 1849 году перенесла штаб-квартиру своего западного округа добычи пушнины из Форт-Ванкувера на реке Колумбия (который оказался на территории, отошедшей США) в Форт-Викторию.
13 января 1849 года Министерство по делам колоний объявило Ванкувер коронной колонией, и тут же сдало её на 10 лет в аренду Компании Гудзонова залива. Губернатором колонии был назначен Ричард Блэншард, однако когда он в марте 1850 года прибыл к месту службы, то обнаружил, что практически все британские подданные на территории колонии являются работниками Компании, и поэтому вся власть находится в руках её представителя Джеймса Дугласа. Не видя смысла в своём пребывании на этом посту, Блэншард в следующем году подал в отставку, а губернатором колонии был назначен Джеймс Дуглас.

## Губернаторство Джеймса Дугласа
Положение Джеймса Дугласа, который стал одновременно и исполнительным директором частной компании, и государственным губернатором колонии, передавшей этой компании все права, было поначалу весьма прочным. Дуглас организовал милицию, развивал поселения. К середине 1850-х неиндейское население колонии достигло 500 человек, в Форт-Нанаймо и Форт-Руперте были построены лесопилки и начата добыча угля. Дуглас помог британскому правительству устроить военно-морскую базу в Эсквимолте, чтобы следить за действиями России и США.
Однако усилия Дугласа по развитию поселений тормозились политикой чиновников в Лондоне, державшими цены на землю высокими, чтобы стимулировать эмиграцию богатых британцев, которые бы брали с собой рабочих для работы на земле. В результате эмиграция была слабой, а безземельные работники часто покидали колонию, чтобы либо получить свободные земельные участки в США, либо работать старателями на свежеоткрытых золотых приисках в Калифорнии; кроме того, в колониях воспроизводилась британская классовая система.
К моменту основания колонии на острове Ванкувер проживало порядка 30 тысяч индейцев. Дуглас заключил с каждым из индейских племён по договору (всего 14), в соответствии с условиями которых те за небольшую плату навсегда уступили всю землю в обозначенных границах, за исключением деревень и обрабатываемых земель, а также получили официальное право заниматься охотой и рыболовством в незаселённых местах.
По мере развития поселений в колонии росло недовольство монополией Компании Гудзонова залива в области экономики и администрирования. В министерство по делам колоний был подан ряд петиций, в результате одной из которых в 1855 году в колонии была создана Колониальная Ассамблея. Так как голосовать могли лишь те, кто владел не менее чем 20 акрами земли, то поначалу почти ничего не изменилось, да и большинство всё равно представляли Компанию, однако со временем правом голоса наделялись всё новые и новые люди, и постепенно Ассамблея начала требовать большего контроля над делами колонии.
В 1857 году среди американских и британских поселенцев распространились слухи об обнаружении залежей золота на реке Томпсон. В течение ночи от 10 до 20 тысяч человек прибыло в район Йейла, положив начало золотой лихорадке на реке Фрейзер. Дуглас, не имевший никакой административной власти над Новой Каледонией, послал канонерку в устье реки Фрейзер и стал брать налоговые сборы со старателей, пытавшихся пройти вверх по течению. Чтобы легализовать юрисдикцию Дугласа и пресечь возможные претензии Компании Гудзонова залива на природные богатства материка, 2 августа 1858 года Британский парламент образовал новую коронную колонию, и дал ей имя «Британская Колумбия». Государственный секретарь по делам колоний сэр Эдвард Бульвер-Литтон предложил Дугласу пост губернатора новой колонии при условии, что тот уйдёт из Компании Гудзонова залива. Дуглас согласился, и получил ещё и рыцарское звание. Следующие шесть лет Дуглас был губернатором двух колоний одновременно.
Дальнейшее губернаторство Дугласа ознаменовалось развитием экономики колонии, ростом поселений, а также пограничным конфликтом с Соединёнными Штатами, приведшем к длившемуся 12 лет вооружённому противостоянию.
Постоянные конфликты Дугласа с реформаторами, а также желание жителей Британской Колумбии иметь собственного губернатора, привели к тому, что в 1864 году Дуглас был отправлен в отставку.

## Объединение с Британской Колумбией

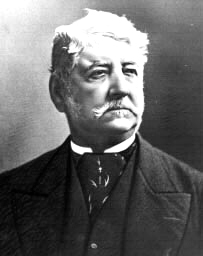
Сэр Артур Кеннеди, третий и последний губернатор острова Ванкувер

Новым губернатором Ванкувера стал сэр Артур Эдвард Кеннеди, который до этого успел поработать в качестве губернатора Сьерра-Леоне, Западной Австралии, Гонконга и Квинсленда. Несмотря на собственное требование назначить губернатора, не связанного с Компанией Гудзонова залива, Колониальная Ассамблея вначале встретила Кеннеди с подозрительностью, поскольку опасалась, что в связи с бурным ростом колонии на материке Ванкувер утратит свой статус. Она отклонила требование Министерства по делам колоний установить для Кеннеди цивильный лист в обмен на контроль над коронными землями колонии и даже на некоторое время задержала выплату ему зарплаты и оплату проживания.
Кеннеди удалось достичь некоторого прогресса в сломе барьеров, установленных в годы господства Компании Гудзонова залива. С 1865 года была введена система всеобщего образования, было введено аудирование бюджета колонии, улучшился сбор налогов. Тем не менее ему так и не удалось заставить Ассамблею проголосовать за цивильный лист, или ввести в действие меры по защите аборигенов. Однако, несмотря на свои симпатии к индейцам, в 1864 году Кеннеди санкционировал морской обстрел селения Ахаусатс в ответ на убийство его жителями экипажа торгового судна.
После коллапса в 1865 году бюджета колонии Кеннеди с трудом удалось удерживать её на плаву до того момента, когда 6 августа 1866 года Британская Колумбия и Ванкувер были объединены в новую объединённую колонию, которая стала называться опять же «Британская Колумбия», но столицей которой стал посёлок Виктория — бывшая столица Ванкувера.